# Ya Sin
Ya-Sin (arabe : يٰسٓ, français : Yā Sīn) est le nom traditionnellement donné à la 36e sourate du Coran, le livre sacré de l'islam. Elle comporte 83 versets. Rédigée en arabe comme l'ensemble de l'œuvre, elle fut proclamée, selon la tradition musulmane, durant la période mecquoise.

## Origine du nom
Bien que le titre ne fasse pas directement partie du texte coranique, la tradition musulmane a donné comme nom à cette sourate Yā Sīn. D'après A. Chouraqui, « le sigle qui lui sert de titre, Yâ-Sîn, serait formé par les initiales des deux mots Yâ Insan « Ô l’Humain », entendez : Ô Nabi. ». Le titre provient du verset 1. Cette sourate est traditionnellement récitée aux mourants.

## Historique
Il n'existe à ce jour pas de sources ou documents historiques permettant de s'assurer de l'ordre chronologique des sourates du Coran. Néanmoins selon une chronologie musulmane attribuée à Ǧaʿfar al-Ṣādiq (VIIIe siècle) et largement diffusée en 1924 sous l’autorité d’al-Azhar,, cette sourate occupe la 41e place. Elle aurait été proclamée pendant la période mecquoise, c'est-à-dire schématiquement durant la première partie de l'histoire de Mahomet avant de quitter La Mecque. Contestée dès le XIXe par des recherches universitaires, cette chronologie a été revue par Nöldeke,, pour qui cette sourate est la 60e.
Elle est constituée de deux parties ayant possiblement vécu indépendamment. Certains auteurs suivent la datation traditionnelle. Pour Bell, les ruptures nombreuses prouvent un caractère composite de cette sourate. Cette sourate est une série de paraboles qui semblent avoir été réunie plutôt pour des raisons formelles. Un travail rédactionnel, parfois maladroit, a été perçu dès l’introduction de la sourate. Cela s’observe dans l’usage de références variées, aussi bien bibliques que patristiques (indirectement Grégoire de Nysse).

## Interprétations
Cette sourate appartient au groupe des sourates 27 à 36 qui se trouvent presque au milieu du Coran. Hétérogène, en particulier en raison de leur style concis et allusif, cet ensemble se compose principalement d’histoire de prophètes et de prescription en lien avec les fins dernières. Elles ne sont pourtant qu’allusives, ce qui appuie l’hypothèse selon laquelle le Coran est construit comme un commentaire midrashique de textes bibliques connus de la communauté recevant cet enseignement.

### Versets 13–27: les messagers
Ce passage est construit comme un discours de points de vue contradictoires. Pour Dye, ce passage est « difficilement compréhensible » en raison de son caractère allusif. « La tradition musulmane rapproche souvent cet épisode du martyre d’Agabus (devenu Ḥabīb al-Naǧǧār), mais cela ne semble pas très convaincant. » Cet épisode serait davantage un topos, un exemple typique de l’anéantissement d’un peuple, thème revenant constamment dans le Coran.
Pour El-Badawi, ce passage serait à comprendre comme une parabole et pourrait être comparé à celle du propriétaire et des vignerons (Mt 21, 33-41...). En plus de cette association, Zellentin l’associe à l’histoire de Loth à Sodome. Khalfallah l’associe aux Actes des Apôtres (11 à 26). Pour lui, il pourrait s’agir de la traduction en arabe de la conversation de Paul et Barnabé avec les habitants de la Cité. L’auteur se demande à quel point cette traduction est une traduction en arabe mais aussi islamique. « Cette seconde piste pourrait s’appliquer à tous les récits coraniques où des événements anciens ont été reportés et des conversations reproduites ».
Remarquant certaines contradictions dans l’usage du vocabulaire, Rippin comme Younes pense qu’il pourrait s’agir d’une fusion de plusieurs récits.

Texte de la sourate (Coran datant de 1874)
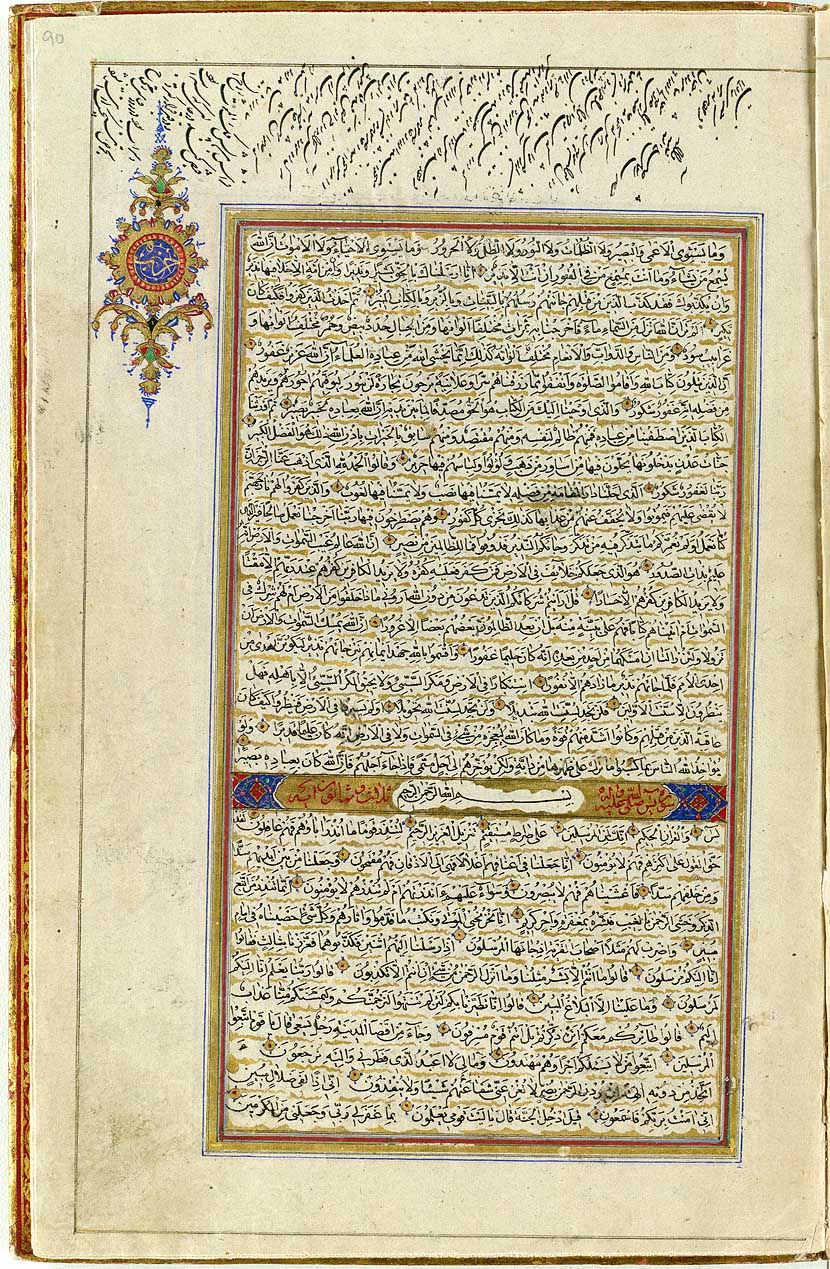
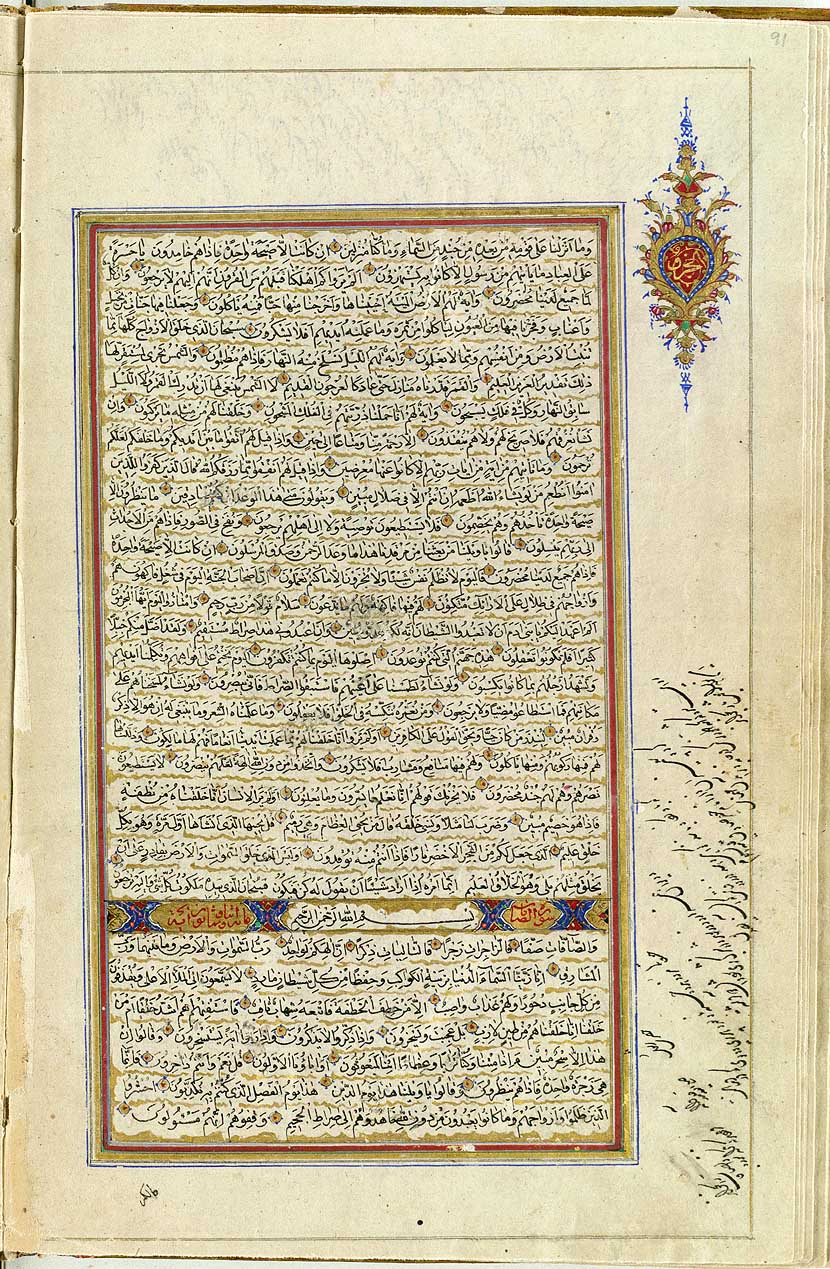